# Місяць-молодик
Місяць-молодик (англ. Nova Luna) — настільна гра авторів Уве Розенберга та Корне ван Мурсела, видана в 2019 році видавництвом Edition Spielwiese у співпраці з Pegasus Spiele. В Україні гра локалізована видавництвом Games7Days під назвою «Місяць-молодик». Це абстрактна гра-головоломка, у якій гравці комбінують кольорові плитки, щоб виконати якомога більше завдань, зображених на них.
Гра була номінована на премію Spiel des Jahres 2020 року та на MinD-Spielepreis 2021 року в категорії «коротка гра» від асоціації Mensa in Deutschland.

## Опис та компоненти
Місяць-молодик — це гра-головоломка, у якій гравці намагаються за допомогою продуманого вибору та викладання плиток виконати якомога більше завдань, зазначених на цих плитках. Перемагає той, хто першим розмістить усі свої маркери на плитках у своїй викладці. До складу гри, окрім правил, входять:
- Місячний годинник
- Фігурка Місяця
- 64 кольорові плитки (чотири кольори)
- Чотири набори по 21 дерев’яному маркеру (для кожного гравця)[2]

## Механіка гри
На початку гри кожен гравець обирає колір і отримує набір відповідних маркерів. Місячний годинник розміщується в центрі столу, і кожен гравець кладе один свій маркер на позначене стартове поле молодика. Фігурка Місяця встановлюється у відповідну виїмку на стартовому полі. Плитки перемішуються, і по одній відкрито викладаються в 11 виїмок місячного годинника. Решта плиток формують закриті стоси для добору.
Порядок ходів у стартовій грі визначається випадково. Маркери гравців розміщуються на стартовому полі так, щоб маркер стартового гравця був зверху. Першим ходить стартовий гравець, а надалі хід переходить до того, чий маркер розташований найдалі позаду на місячному годиннику. Якщо кілька маркерів перебувають на останній позиції, ходить гравець із верхнім маркером. Активний гравець обирає одну з трьох найближчих плиток у напрямку руху фігурки Місяця (порожні виїмки не враховуються), забирає її, а фігурку Місяця переміщує у звільнену виїмку. Обрану плитку гравець додає до своєї викладки, яка розростається з додаванням нових плиток. Потім гравець пересуває свій маркер на місячному годиннику вперед на кількість полів, указану на плитці. Якщо на початку ходу в годиннику залишилося лише одна чи дві плитки, гравець може або взяти одну з них, або поповнити годинник із стосу добору перед ходом.
Кожна плитка містить від 1 до 4 кіл. Коло у верхньому лівому куті вказує число від 1 до 7, яке визначає, на скільки полів гравець пересуває маркер. Решта кіл містять від одного до чотирьох кольорових точок, що є завданнями. Завдання вважається виконаним, якщо поруч із плиткою розміщені плитки із зазначеними кольорами. Гравець закриває виконане завдання своїм маркером. Плитки додаються до викладки вертикально чи горизонтально, приєднуючись до вже наявних. Дозволяється додавати плитки, навіть якщо їхній колір не відповідає завданням сусідніх плиток. Для виконання завдання кольори сусідніх плиток (по горизонталі чи вертикалі) мають відповідати кольорам завдання. Якщо сусідня плитка має той самий колір, що й інша поруч із нею, це зараховується як кілька плиток одного кольору. Колір самої плитки із завданням не враховується. У ідеалі плитки взаємно виконують завдання одна одної. Щоразу, коли завдання виконано, воно закривається маркером.
Гра завершується, коли закінчуються плитки або коли один із гравців використає всі свої маркери. У другому випадку цей гравець перемагає. Якщо плитки закінчилися, перемагає той, у кого залишилося найменше маркерів. За однакової кількості маркерів виграє гравець, який раніше ходив би, якби гра тривала.

## Видання та відгуки
Гра Місяць-молодик була розроблена для Edition Spielwiese, берлінського кафе настільних ігор. Вона базується на грі Habitats Корне ван Мурсела, яку Уве Розенберг модифікував, додавши елементи вибору з Patchwork.
Гра отримала переважно позитивні відгуки. Критик Гаральд Шраперс у блозі «games we play» зазначив, що «Місяць-молодик пропонує тактичну глибину, яка забезпечує багато цікавих партій, урівноважену приємним фактором удачі». Віланд Герольд відніс гру до своєї другої найвищої категорії «Із задоволенням зіграю завтра знову». За його словами, гра «не зовсім досягає притягальної сили Patchwork, але завдяки синергії комбінацій плиток наближається до класичного дуельного шедевра Розенберга». У журналі spielbox Удо Бартш оцінив гру на 8 із 10 балів, тоді як сам Бартш дав 7 балів, критикуючи дещо притягнуту тематику абстрактної гри, але похваливши вдалу «зведення до ключової суті» складнішої гри ван Мурсела. На BoardGameGeek у жовтні 2022 року гра мала оцінку 7,4 з 10 на основі понад 5800 голосів. На brettspiele-magazin.de гра отримала 76,7 % зі 100 %.
У 2020 році Місяць-молодик була номінована на Spiel des Jahres разом із My City та Ілюстрації, але перемогу здобула Ілюстрації. У 2021 році гра була номінована на MinD-Spielepreis у категорії «коротка гра», посівши друге місце після Ілюстрації.